# Sisu (Vorname)
Sisu (finnisch [ˈsisu]) ist ein männlicher und weiblicher Vorname, der vorwiegend in Finnland vergeben wird. Namenstag ist seit 2015 der „Kalevala-Tag“ (finnisch Kalevalan päivä, schwedisch Kalevaladagen), d. h. der 28. Februar.

## Herkunft und Verbreitung
Der Name ist identisch mit dem Wort sisu, das in Finnland (auf Finnisch und als Lehnwort auch im Finnlandschwedischen) eine mentale Eigenschaft bezeichnet, die für spezifisch finnisch gehalten wird und sich zu einem Symbol für nationale Identität entwickelte. Das Wort wird als „Zähigkeit, Ausdauer, Beharrlichkeit“ ins Deutsche übersetzt.
Etymologisch ist das ursprünglich nur in der finnischen Sprache gebrauchte Wort mit dem Wortstamm sisä- („inner-“) verwandt und seit dem Beginn der finnischen Schriftkultur belegt. Während der ersten Jahrzehnte des 20. Jahrhunderts wurde sisu zu einem Modewort in Finnland, das seitdem auch zur Namensgebung herangezogen wird. So existiert seit 1931 die Firma Sisu Auto, die Lastkraftwagen und seit den 1980er Jahren auch Transportpanzer unter der Marke herstellt. Ein Eisbrecher unter dem Namen wurde 1939 in Betrieb gesetzt, der Nachfolger 1976. Das Finnland-bezogene Radioprogramm für die Schwedenfinnen, Schwedenfinnlandschweden und Tornedalfinnen bei Sveriges Radio hieß offiziell Sisuradio bis 2000. 2013 erhielt ein Supercomputer den Namen.
Als Vorname wurde Sisu in Finnland seit den 1940er Jahren vergeben, aber erst seit dem beginnenden 21. Jahrhundert kommt er häufiger vor. Bis 2022 erhielten insgesamt etwa 3000 Personen den Namen, darunter fast ausschließlich nach der Jahrtausendwende geborene Kinder und nur etwa ein Prozent Mädchen.
Auch in Schweden wurde der Name zu Beginn des 21. Jahrhunderts vergeben, aber selten. 2021 trugen 19 Männer und vier Frauen den Namen.

## Bekannte Namensträger
- Sisu-Petteri Lehtonen (* 2003), Eishockeyspieler
- Sisu Yliniemi (* 2003), Eishockeyspieler